# Parafia Najświętszego Serca Pana Jezusa w Owsiszczu
Parafia Najświętszego Serca Pana Jezusa w Owsiszczu – parafia rzymskokatolicka znajdująca się w diecezji opolskiej, w dekanacie Tworków.

## Historia
Owsiszcze należało pierwotnie do morawskojęzycznej parafii w Píšťu w dekanacie hulczyńskim archidiecezji ołomunieckiej, na terenie tzw. dystryktu kietrzańskiego. W 1920 do Czechosłowacji przyłączono ziemię hulczyńską z Píšťem, podczas gdy Owsiszcze, również zamieszkane przez Morawców, pozostało w Niemczech. W 1923 r. rozpoczęto budowę własnego kościoła, który został poświęcony 9 listopada 1924 r. W granicach Polski i diecezji opolskiej od końca II wojny światowej. Po 1945 r. najpierw przyłączono do Krzyżanowic, a 15 grudnia 1946 r. ustanowiona została kuracja i włączona do dekanatu tworkowskiego.